# Santiago Mora
Santiago Mora (Bérgamo, 6 de marzo de 1929-Buenos Aires, 20 de mayo de 2004) fue un presbítero católico italiano que se desempeñó como párroco en Uruguay y en Argentina y capellán del Ejército Argentino. En carácter de tal, participó en la Guerra de las Malvinas en el combate de Darwin y en Eslavonia Occidental durante una de las rotaciones del Batallón Ejército Argentino en el marco de la misión de UNPROFOR.
Por su forma de predicar, carisma y carácter incansable, fue muy querido por la feligresía parroquial y militar.

## Biografía
El Padre Mora nació en Bérgamo, entonces Reino de Italia, el 6 de marzo de 1929. En 1950, siendo aun seminarista, el Papa Pío XII lo envió en una misión a Uruguay para un programa de ayuda del clero europeo al clero sudamericano. Eso fue motivo que hubiera terminado sus estudios en el seminario de los sacerdotes jesuitas de Montevideo. Fue ordenado el 7 de diciembre de 1952 en la catedral de Salto, Uruguay.
Falleció, a sus 75 años, el 20 de mayo de 2004, de un problema respiratorio en el Hospital Militar Central de Buenos Aires.

## Actividad pastoral antes de la Guerra de Malvinas
A partir de su ordenación, fue director de la Obra de las Vocaciones Sacerdotales y asesor de la Acción Católica uruguaya. En 1960 regresó a Italia para estudiar Teología Pastoral en la Universidad Lateranense, recibiéndose de perito en pastoral.
En 1965 se instaló en Argentina. Fue recibido en la diócesis de Mercedes, a cargo del obispo Luis Tomé y enviado a Agustín Roca.
En 1968 fue designado capellán del Comando de Artillería 101 (ubicado en la Ciudad de Junín) del Ejército Argentino. Desarrolló su tarea pastoral en las parroquias Sagrado Corazón y San Ignacio de Loyola. Construyó las capillas de la localidad de Fortín Tiburcio y San Cayetano, Nuestra Señora de la Merced y María Auxiliadora en la Ciudad de Junín.
Un 23 de septiembre de 1971 se inauguró la Capilla Nuestra Señora de la Merced, construida casi íntegramente por los soldados del entonces Grupo de Artillería 101 (hoy GA 10) tras la iniciativa del padre Mora. El 30 de diciembre de 1972 fue designado cura párroco de la iglesia Cristo Redentor en Junín.
En 1978 pasó a ser capellán militar en la Escuela para Apoyo de Combate "General Lemos" en Campo de Mayo, provincia de Buenos Aires.

## Guerra de Malvinas
En 1982, al iniciarse la Guerra de Malvinas, el Padre Mora se ofreció como voluntario. Llegó a las islas el 14 de abril de 1982 y fue enviado a Puerto Darwin. Allí se encontraba apostada una guarnición integrada por el Regimiento de Infantería 12 (-); la Compañía C, del Regimiento 25 (-); una sección de la Batería B, del Grupo de Artillería de Defensa Antiaérea 601; una sección del Regimiento de Infantería 8; un grupo de la Compañía de Ingenieros 9 y parte de la Batería A, del Grupo de Artillería Aerotransportado 4. A ellos se le sumaban tropas y aeronaves de la Fuerza Aérea Argentina de la Base Aérea Militar Cóndor.

Tuvo un rol fundamental en las islas. Con sus palabras y dedicación, alentó y consoló a los jóvenes argentinos. El entonces Subteniente Ernesto Peluffo, presente en el lugar, relata un hecho ejemplificador:
... Oficiaba una misa en Darwin sobre un altar improvisado con cajones de morteros. En plena ceremonia religiosa, cuatro aviones Sea Harrier comenzaron a bombardear la zona. El caos y la desesperación se apoderó del lugar. Los soldados se colocaron sus cascos, algunos se echaron “cuerpo a tierra” y otros corrieron a refugiarse en los pozos. Sin embargo, él no se inmutó. Quedó arrodillado, impertérrito, frente al altar. Una bomba beluga [también conocida como “bomba racimo”, que al explotar libera un gran número de pequeñas bombas] cayó a veinte metros del cura, pero extrañamente no detonó. Cuando terminó el ataque, el padre Mora se puso de pie y caminó hacia todos los pozos ofreciendo a los combatientes la eucaristía.
“Fue un milagro lo que pasó ese día. Quedamos asombrados. El padre Mora era muy querido. Recorría diariamente las distintas posiciones y conocía los nombres de todos. Él solo usaba una manta poncho y un casquete común porque sus guantes y abrigo se los había regalado a un soldado y por eso tenía sabañones en las orejas y en la nariz del frio. Siempre andaba con una bolsa de rancho, cruzada al cuerpo donde llevaba cartas, cigarrillos, rosarios y biblias que repartía entre los soldados”
Según distintos relatos, a pedido del Teniente Roberto Estévez, intercedió ante el jefe de la Guarnición Darwin para sus sección participe en un contraataque el 28 de mayo en horas de la noche al norte del dispositivo. En esa oportunidad, el teniente pierde la vida.
En el mes de septiembre de 1982, el presidente de la Comisión de Evaluación de las Operaciones realizadas en las Islas Malvinas puso a consideración del Comandante en Jefe del Ejército la labor de Evaluación de las Operaciones realizadas en las Islas Malvinas. Allí propuso al padre Mora para que se le otorgue una distinción por su destacable acción religiosa durante la guerra. La propuesta se basó en lo informado por dos oficiales. No trascendió el resultado de la propuesta.

## Ceremonia de entierro de los caídos en Darwin
La capitulación de la guarnición de Darwin fue al mediodía del 29 de mayo. Los británicos trasladaron a los prisioneros a San Carlos. Dejaron en Darwin al Padre Mora y al entonces Subteniente Juan José Gómez Centurión que hacía de traductor. El subteniente pidió enterrar a los muertos con los honores correspondientes y con un responso religioso que sería oficiado por Mora frente a la tumba provisoria de los caídos. Eso fue inmortalizado en un video tomado el 6 de junio de 1982 por la BBC (ver enlaces externos).
Luego del sepelio, Mora y Gómez Centurión fueron embarcados en el buque Norland y entregados en Montevideo el 13 de junio.

## Vida posterior a la guerra de Malvinas
A su regreso de la guerra, prosiguió como capellán militar de la Escuela General Lemos hasta 1996.
En 1987 fundó la Escuela de Enseñanza Primaria "María Rosa Mística" y funda la escuela de capacitación laboral 1 de Bella Vista.
Ayudó con la creación de la capilla Stella Maris, en el Barrio Barruffaldi, de Bella Vista. También colaboró en la fundación de la Escuela de Capacitación Laboral N°1 de la misma localidad y en 1990 fundó la Capilla Nuestra Señora del Pilar en Los Polvorines, que cedió al Obispado de San Miguel.
En 1998 acompañó a los expedicionarios sanmartinianos de Rosario (provincia de Santa Fe) hasta el Cristo Redentor en Mendoza, siguiendo la ruta del General Las Heras.

## Desempeño en la misión de UNPROFOR
Entre febrero y agosto de 1994, en su carácter de capellán castrense, el Padre Mora se unió al contingente del Ejército Argentino que fue enviado a Eslavonia Occidental (Croacia) en el marco de la misión UNPROFOR de Naciones Unidas. Su labor fue permanente en esos seis meses. Celebró misa todos los puestos argentinos. Se apersonó en los lugares de tensión para mantener el espíritu de los miembros del denominado BEA-V. Su pastoral no se limitó a los argentinos sino se extendió a la pequeña comunidad italiana donde los argentinos se encontraban desplegados.

## Personalidad
Santiago Mora fue caracterizado como culto; sumamente austero; emprendedor y ejemplar; poseedor de un carácter agustino, muy creyente del infierno como un castigo; disgustados de cosas públicas; hábil para brindar sermones sencillos y de lenguaje afable.
De comportamiento auténtico, tenía una voz serena pero su palabra era profunda. Ayudó gente gente a irse del país durante el Gobierno Militar (1976/83) pero no era de ideología izquierdista.
El entonces subteniente Peluffo, con quién compartió la guerra, lo describió como «un tano de primera, muy querido, un capellán de guerra y cura de combate al que vamos a extrañar siempre, hasta la eternidad, donde ya nos volveremos a encontrar».

## Reconocimientos y legado
En 1987, la Fundación "Hombre Mil" lo distinguió como el primer Hombre Mil de General Sarmiento.
En 1999, el Concejo Deliberante de la municipalidad de San Miguel lo nombró ciudadano ilustre.
Actualmente (2022), concurren a la escuela “María Rosa Mística”, fundada por el padre Mora, unos 200 alumnos.
Un centro de salud del municipio de San Miguel lleva su nombre.

## Información complementaria
Servicio religioso de las tropas argentinas en la Guerra de Malvinas